# Ludwig Foltz
Pour les articles homonymes, voir Foltz.

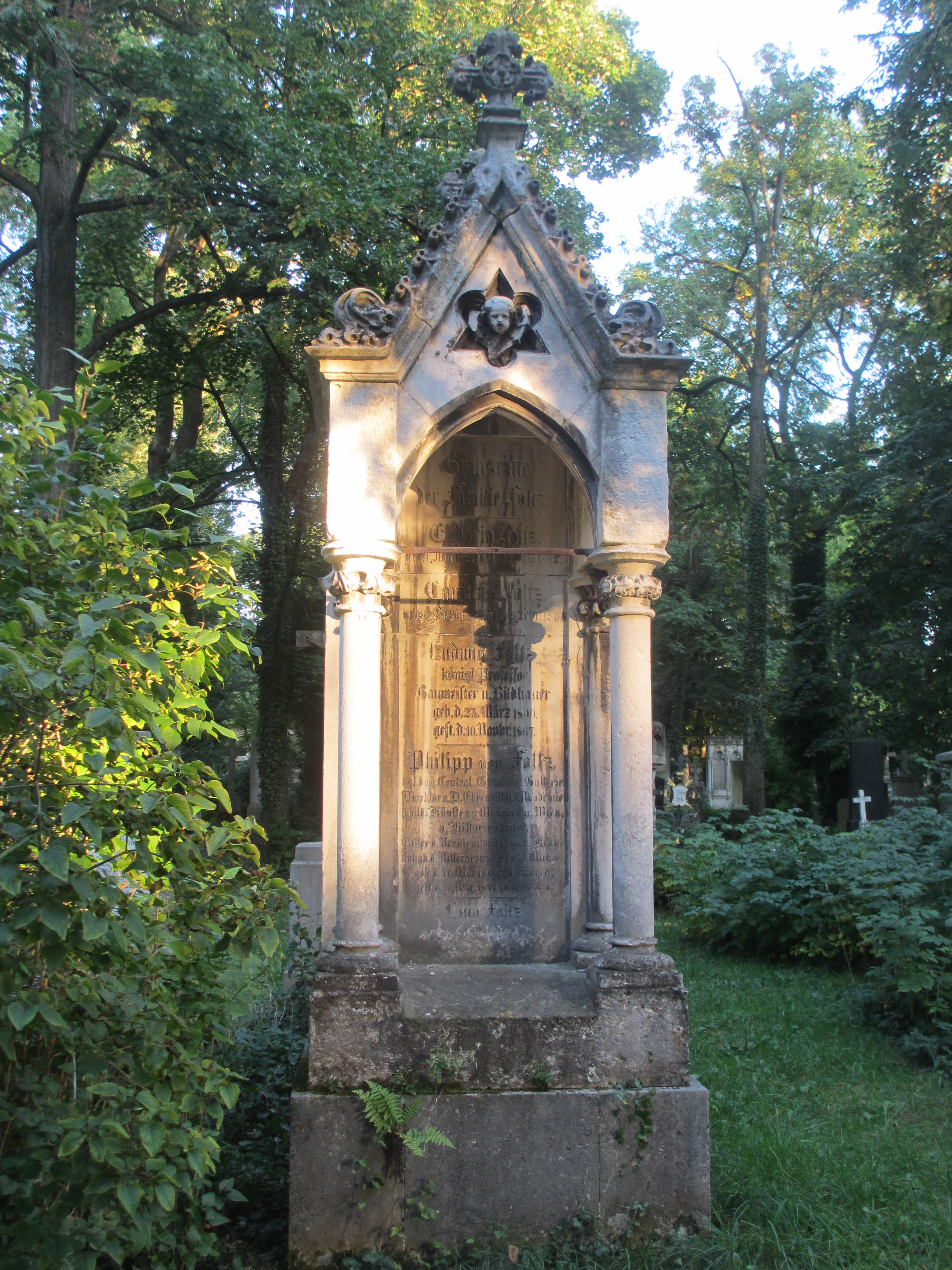
Sépulture de Ludwig Foltz à l'Ancien cimetière du Sud de Munich.

Ludwig Foltz, né le 23 mars 1809 à Bingen et mort le 10 novembre 1867 à Munich, est un architecte, sculpteur et illustrateur bavarois.

## Leben
Ludwig Foltz est le fils du peintre Ludwig Foltz. Il a pour frères le fameux peintre de l'époque Philipp von Foltz et le dessinateur Friedrich Foltz (de). Ludwig Foltz se rend à l'âge de 16 ans en 1825 à Strasbourg, pour travailler à la cathédrale et à l'édification d'une école. Il rentre au bout de trois ans et attire l'attention de Johann Claudius von Lassaulx, qui l'emploie pour le chantier du château de Rheineck, commandé par le futur ministre Moritz August von Bethmann-Hollweg. Afin de mieux se former pour gérer le chantier avec succès, Foltz apprend le métier de tailleur de pierre pendant un an, et suit les cours de l'Académie des beaux-arts de Munich pendant un an en 1830. Deux ans plus tard, il rejoint l'atelier de Schwanthaler où il découvre sa préférence pour l'art médiéval allemand. Cinq ans plus  tard, le ministre Joseph Ludwig von Armansperg lui confie la restauration du château d'Egg (de) près de Deggendorf, dans la forêt bavaroise.
En 1837, Foltz est nommé professeur à l'École des arts et métiers de Ratisbonne. Il y construit de 1854 à 1856 la villa Royale en style néogothique bavarois (Maximilianstil). Ensuite, il est nommé professeur à l 'École polytechnique de Munich et on lui confie la reconstruction du Residenztheater de Munich. Entre 1852 et 1855, la famille Arco lui commande la construction de sa chapelle funéraire d'Antoniberg, près de Stepperg.
En 1860, la ville de Ratisbonne lui donne la tâche de fermer définitivement la façade Ouest de la Neupfarrkirche et il construit un chœur Ouest à cinq côtés avec une tribune d'orgue à deux étages.
Il passe les dernières années de sa vie à la restauration de la cathédrale Notre-Dame de Munich (la Frauenkirche) : il sculpte quarante-deux statues de saints grandeur nature de pierre et argile et quarante petites statues de bois, deux lustres ouvragés et plusieurs retables, etc.
Ludwig Foltz était membre de la Société d'art chrétien. Il meurt le 10 novembre 1867 à Munich. Sa tombe se trouve à l'Ancien cimetière du Sud (Munich), division 29, rangée 13, emplacement 10/11.